# Karl Ehret (Ringer)
Karl Ehret (* 2. Juli 1911 in Ludwigshafen am Rhein; † 10. April 1991 ebenda) war ein deutscher Ringer.

## Leben
Er erlernte das Ringen in Ludwigshafen am Rhein bei Karl Freund und zählte bald zur deutschen Spitzenklasse. Wegen der damaligen starken deutschen Konkurrenz in seiner Gewichtsklasse (Seelenbinder, Siebert, Böhmer) kam er aber erst 1938 zu seinem ersten internationalen Einsatz bei einer Europameisterschaft. Damals sprang er als Halbschwergewichtler für den verletzten Kurt Hornfischer im Schwergewicht ein, verlor aber seine beiden Kämpfe. 1939 rang er bei der Europameisterschaft im griechisch-römischen Stil zwar im Halbschwergewicht, blieb aber wiederum ohne Sieg, so dass er beide Male unplatziert blieb.
Deutscher Meister wurde Karl Ehret 1935, 1938, 1939 und 1942 jeweils im Halbschwergewicht, Freistil. Vizemeister wurde er 1938 und 1942 im griechisch-römischen und 1937 im freien Stil. Ehret war Mitglied der berühmten Siegfried-Staffel aus Ludwigshafen, der auch Fritz Schäfer und Georg Gehring angehörten, und wurde mit dieser viermal deutscher Mannschaftsmeister. In zwölf Länderkämpfen, die er für Deutschland bestritt, kam er zu sechs Siegen. 1949 und 1950 rang er noch recht erfolgreich in der Mannschaft des KV 95 Stuttgart in den Rundenkämpfen.
Später wurde Karl Ehret in Rheinland-Pfalz als einer der ersten und hochgraduierten Aikidoka bekannt. Gemeinsam mit seinem Freund Ivan Antonietti führte er viele Aikidolehrgänge durch und war in der Verbandsspitze im rheinland-pfälzischen Aikido hoch geachtet.
Von Beruf war Karl Ehret Malermeister.